# Horie Tadao
Horie Tadao (jap. 堀江 忠男; * 13. September 1913 in der Präfektur Shizuoka; † 29. März 2003) war ein japanischer Fußballspieler. Nach seiner sportlichen Karriere wirkte er als Wirtschaftswissenschaftler.

## Nationalmannschaft
1934 debütierte Horie für die japanische Fußballnationalmannschaft. Horie bestritt drei Länderspiele. Mit der japanischen Nationalmannschaft qualifizierte er sich für die Olympischen Spiele 1936.